# Schloss Niederaich

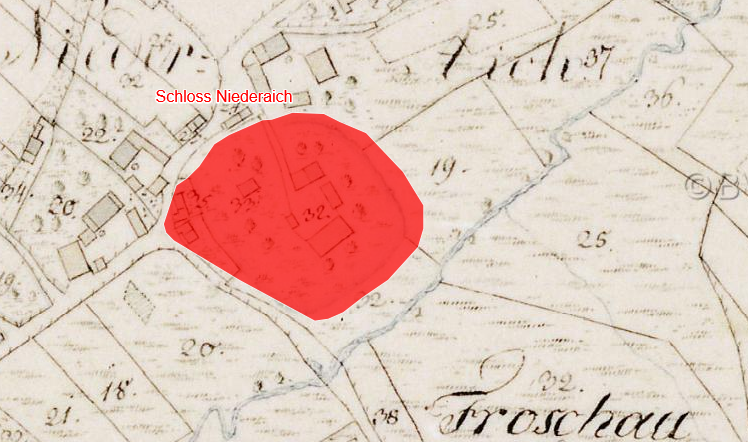
Lageplan von Schloss Niederaich auf dem Urkataster von Bayern

Das abgegangene Schloss Niederaich lag in Aich, einem Gemeindeteil der niederbayerischen Gemeinde Bodenkirchen im Landkreis Landshut. Die Anlage wird als Bodendenkmal unter der Aktennummer D-2-7540-0004 als „Burgstall des Mittelalters und untertägige mittelalterliche und frühneuzeitliche Befunde im Bereich des abgegangenen Hofmarkschlosses in Niederaich“ geführt.

## Beschreibung
Das als Burgstall oder auch als Turmhügel bezeichnete Areal des früheren Schlosses Niederaich liegt ca. 700 m nordöstlich von der Pfarrkirche St. Ulrich von Aich. Das Schloss lag an der linken Seite der Bina, kurz vor der Einmündung des Hinteröder Baches. Auf dem abgeplatteten Plateau steht heute ein neuzeitliches Haus. Dem Turmhügel ist im Osten ein niedriger Bereich vorgelagert und er wird von einem breiten Graben umschlossen, der sich nach Nordwesten an den leicht ansteigenden Hang anlehnt und nach Nordosten, Südosten und Südwesten durch einen Damm gegen die Bina abgegrenzt wird.

## Geschichte
Das Schloss war der Vorgängerbau des 1483 neu errichteten Schlosses Neuaich. In seiner „Chur-Bayrischen Land-Beschreibung“ berichtet um 1700 der Kupferstecher Michael Wening: „Niederaich ist ein adeliger Sitz, er gehört Herrn Johann Rudolph Freiherrn von Leoprechting, Domherr zu Freising, dessen Eltern und Voreltern schon diesen Sitz innehatten. Die Schlosswohnung besteht in einem von Holz aufgeführten Gebäude, welches ein Weiher umschließt.“ In Niederaich sind die adeligen Familien derer von Rohr, Hochholding, Paur, Leoprechting, Königsfeld, Hörwarth und von Schwaben ansässig. Der Sitz Niederaich war herzoglicher Besitz, welcher als Lehen an verdiente Dienstleute weiterverpachtet wurde. Wolfgang von Hochholding, in den Jahren 1474 bis 1485 Zöllner und Mautner von Dingolfing, heiratet 1476 Ursula von Rohr und hat den Sitz Niederaich mit ihr erheiratet. Das Edelgeschlecht der Hochholdinger stammt von Hochholding zwischen Gangkofen und Oberdietfurt, sie haben ihr Begräbnis in Heiligenstatt bei Gangkofen. Nach dem Landshuter Erbfolgekrieg wurde der Sitz 1506 vom Herzog wieder an Wolfgang von Hochholding verpachtet. 
Am 21. Juni 1511 geht der Sitz an Sebastian Hochholdinger und am 17. Oktober 1524 wird der Sitz zwischen Georg Paur zu Haitzing und Hans Hochholdinger zu Königsberg bei Gangkofen aufgeteilt. Roman und Erasmus Hochholdinger erben Niederaich nach Ableben ihres Vaters Hans. Sie besitzen Niederaich von 1554 bis 1558. Roman heiratet Maria Jacobe, eine geborene von Pienzenau. Am 30. Oktober 1579 wird Roman von Hochholding als Truchseß des Herzog Albrecht von München genannt. In der St. Salvatorkirche Heiligenstadt bei Gangkofen befindet sich das Grabmal des Romano von Hochholting zu Königsberg und Kölnbach, gestorben am 7. November 1572 und dessen Frau Maria Jakobe, geborene von Pinzenau, gestorben am 12. Oktober 1580; auf dem Grabmal sind 18 Kinder dargestellt. Die Tochter Rosina heiratet Johann Sigmund von Königsfeld auf Niederaichbach und Hinzelbach, nun auch auf Sitz Niederaich. In der Kirche von Heiligenstadt befindet sich auch das Epitaph von Rosina „des Hans Siegmund Königsfeld zu Niederaich Hausfrau“, geborene von Hochholding-Königsfeld, gestorben am 30. Dezember 1582. Im Jahr 1580 wird Urban von und zu Hochholding auf Niederaich, Geiselberg bei Rothenwörth und Königsberg bei Gangkofen genannt. Urban ist Roman und Maria Jakobes Sohn, Pfleger und Kastner zu Kötzting, Besitzer von Niederaich: „hat ain kleines Purkställel und hilzernes Herrenhäusl, darinnen wohnt der innere und äußere Hofmair.“ 1597 wird der Edelsitz Niederaich genannt, der aus einem kleinen Burgstall besteht, mit dem hölzernen Herrenhäusel, dem darin liegenden inneren Hofmeier, dem Außerhofmeier, der Schmiede und dem Schußederlehen. 
1620 gehört das Gut zu Niederaich wechselweise den Leoprechtingern von Panzing bei Gangkofen und den Hochholdingern. 1639 hat Georg von Leoprechting zu Panzing bei Gangkofen den Sitz Niederaich. Die Folgen des Dreißigjährigen Krieges sind noch zehn Jahre nach dessen Ende ersichtlich: in Niederaich ist 1657 der Hofbau und das Schloss ganz öd und leer. Georg Bernhart Leoprechtinger zu Panzing auf Niederaich, kurfürstlicher Rittmeister, hat den Sitz 1663 inne. Nach dessen Tod kommt 1684 sein Bruder Johann Rudolph von Leoprechting zu Panzing bei Gangkofen auf den Sitz. Er ist Domherr und bischöflicher Kämmerer zu Freising. Zum Sitz Niederaich gehören 1689 zweieinhalb Höfe und sechs kleinere Häuser. Johann Rudolph ist 1700 gestorben, die Linie der Leoprechting auf Niederaich läuft aus, der Besitz geht an Maria Theresia Rosina von Hörwarth, eine geborene von Leoprechting über. Sie ist die Erbin von Leoprechting, Panzing, Niederaich und Baumgarten, verwitwete Baronin von Le Roi, war 1687 mit Johann Maximilian Freiherr von Hörwarth und Hohenburg auf Planeck und Seeholzen, kur-bayerischer Truchsess vermählt. Sie hatten den einzigen Sohn Johann Joseph Anton. Dessen Tochter Maria Violanta Theresia, geborene Freiin von Hörwarth, vermählt sich mit Franz Marquardt Albrecht von Schwaben auf Altenstatt, kurbayerischer Truchseß und Landrichter zu Haag. Ihre Kinder waren Maria Anna und Maria Josepha von Schwaben, welche 1788 in den Genuss der Leoprechtinger Güter kamen, nach langem Prozess mit den Stromer. 1780 sitzt Baron von Stromer auf Niederaich. Das Schreiben des Pfleggerichts Vilsbiburg vom 6. Juni 1788 an die Fräulein von Schwabenische Hofmarken Panzing und Niederaich, gebot die Abstellung der Winkelschulen und drohte widrigenfalls eine Strafe von 24 Reichstalern an. Die Panzinger Hofmarksinhaberin Maria Anna von Schwaben protestierte gegen das ergangene Verbot wegen der Schule in Panzing. Das Gleiche galt auch für Anton Winzinger zu Baumgarten, Untertan und Lehrer der Hofmark Niederaich. 1790 wurde ihm erneut das dortige Schulhalten verboten. Die Hofmarkinhaberin Maria Anna von Schwaben lebt in Landshut und überlässt die Verwaltung der Hofmark Niederaich einem Amtmann. 1789 finden sich Maria Anna und Maria Josepha von Schwaben, geborene Landgerichtstöchter von Haag, auf Niederaich und Panzing, zu Leoprechting. Das aus Holz gebaute Schloss, so schreibt der Aicher Pfarrer Franz Anton Peckert in einem Aufschreibbuch vom Jahr 1790, wurde im Jahre 1782 abgebrochen.